# Pfarrkirche Röthis

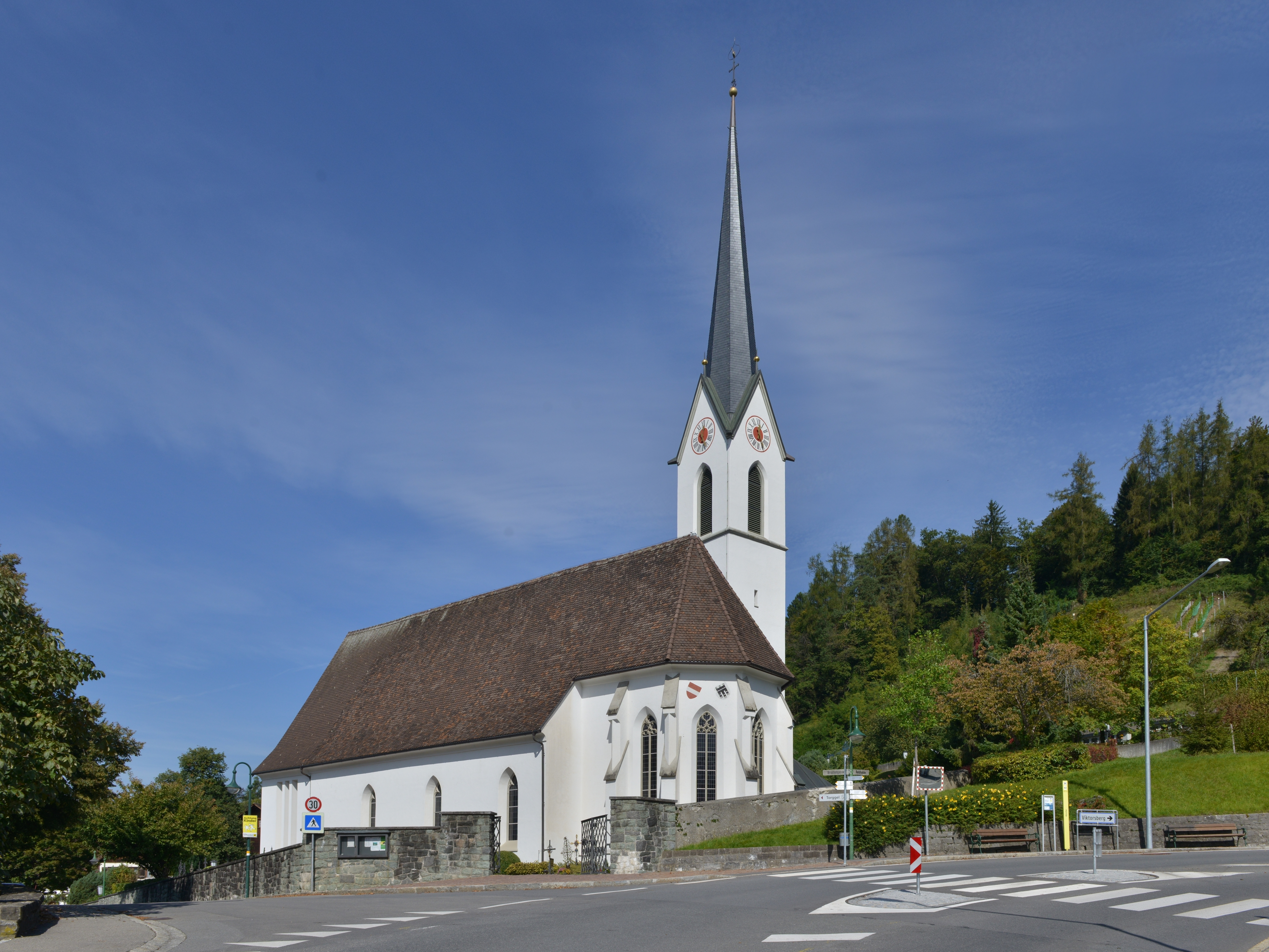
Kath. Pfarrkirche hl. Martin in Röthis

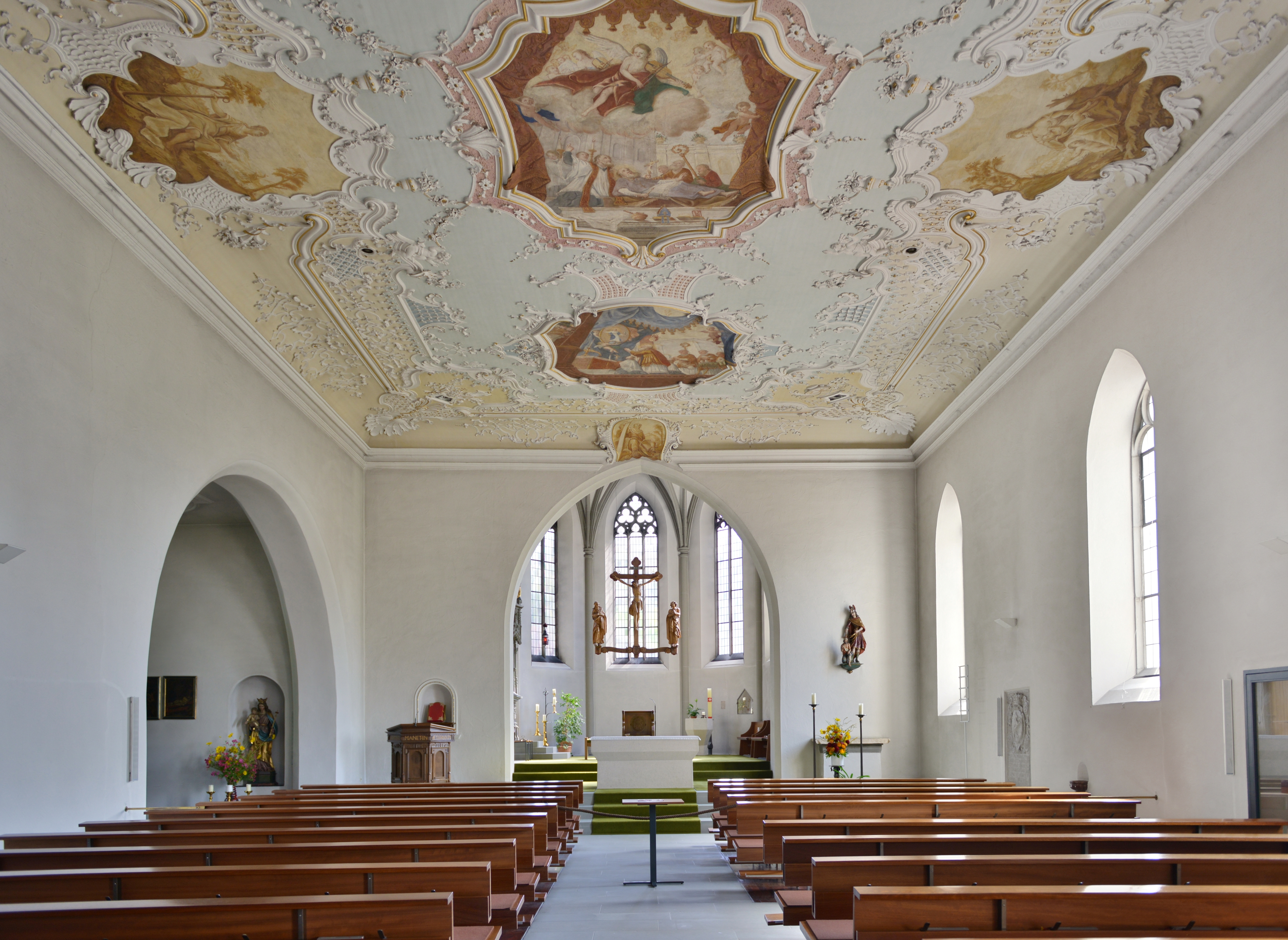
Im Langhaus zum Chor

Die römisch-katholische Pfarrkirche Röthis steht in der Gemeinde Röthis im Bezirk Feldkirch in Vorarlberg. Die auf den heiligen Martin geweihte Pfarrkirche gehört zum Dekanat Rankweil der Diözese Feldkirch. Die Kirche steht unter Denkmalschutz.

## Geschichte
Urkundlich wurde 882 eine „ecclesia S. Martini in villa rautena“ als Eigenkirche des Königshofs erwähnt. 885 ging die Kirche als Besitz zum Kloster St. Gallen über. Die Pfarre war wahrscheinlich seit dem 9. Jahrhundert selbständig. 1476 erfolgte ein Neubau, welcher 1477 geweiht wurde. Die Kirche wurde 1657 erweitert und 1740 renoviert. Von 1951 bis 1968 erfolgten Erweiterungen und eine Neugestaltung des Inneren. Archäologische Untersuchungen erfolgten von 1968 bis 1982.

## Architektur
An das Langhaus schließt ein eingezogener gotischer Chor gebaut mit Rolle Maiger (1476) unter einem gemeinsamen Satteldach. 1740 wurde die Kirche mit dem Stuckateur Johann Michael Zimmermann stuckiert und dem Maler Johann Georg Zick mit Fresken versehen und damit barockisiert. 1967 wurde nördlich eine Sakristei angebaut und das Langhaus verlängert. Durch Grabungen wurden Fundamente einer einschiffigen Vorgängerkirche parallel zum schräg eingebundenen gotischen Nordturm festgestellt.

## Ausstattung
Ein Emporenfenster mit dem Wappen des Hans Ulrich Litscher wird üblicherweise ins Jahr 1481 datiert.